# Barnes County
Barnes County är ett administrativt område i delstaten North Dakota, USA. År 2010 hade countyt 11 066 invånare. Den administrativa huvudorten (county seat) är Valley City. 

## Geografi
Enligt United States Census Bureau har countyt en total area på 3 919 km². 3 864 km² av den arean är land och 57 km² är vatten. 

### Angränsande countyn
- Griggs County - nord
- Steele County - nordöst
- Cass County - öst
- Ransom County - sydöst
- LaMoure County - sydväst
- Stutsman County - väst